# Cheliderpeton vranyi
Cheliderpeton vranyi byl druh temnospondylního obojživelníka žijícího na území České republiky a Německa v období spodního permu (mladší prvohory, asi před 290 miliony let). Z českých lokalit byl nalezen na území Olivětína a Ruprechtic. Druh Ch. vranyi byl popsán již v roce 1877 Antonínem Fričem, holotyp zkameněliny pochází z Olivětína a skládá se z několika obratlů, pánve a téměř kompletní končetiny.

## Popis

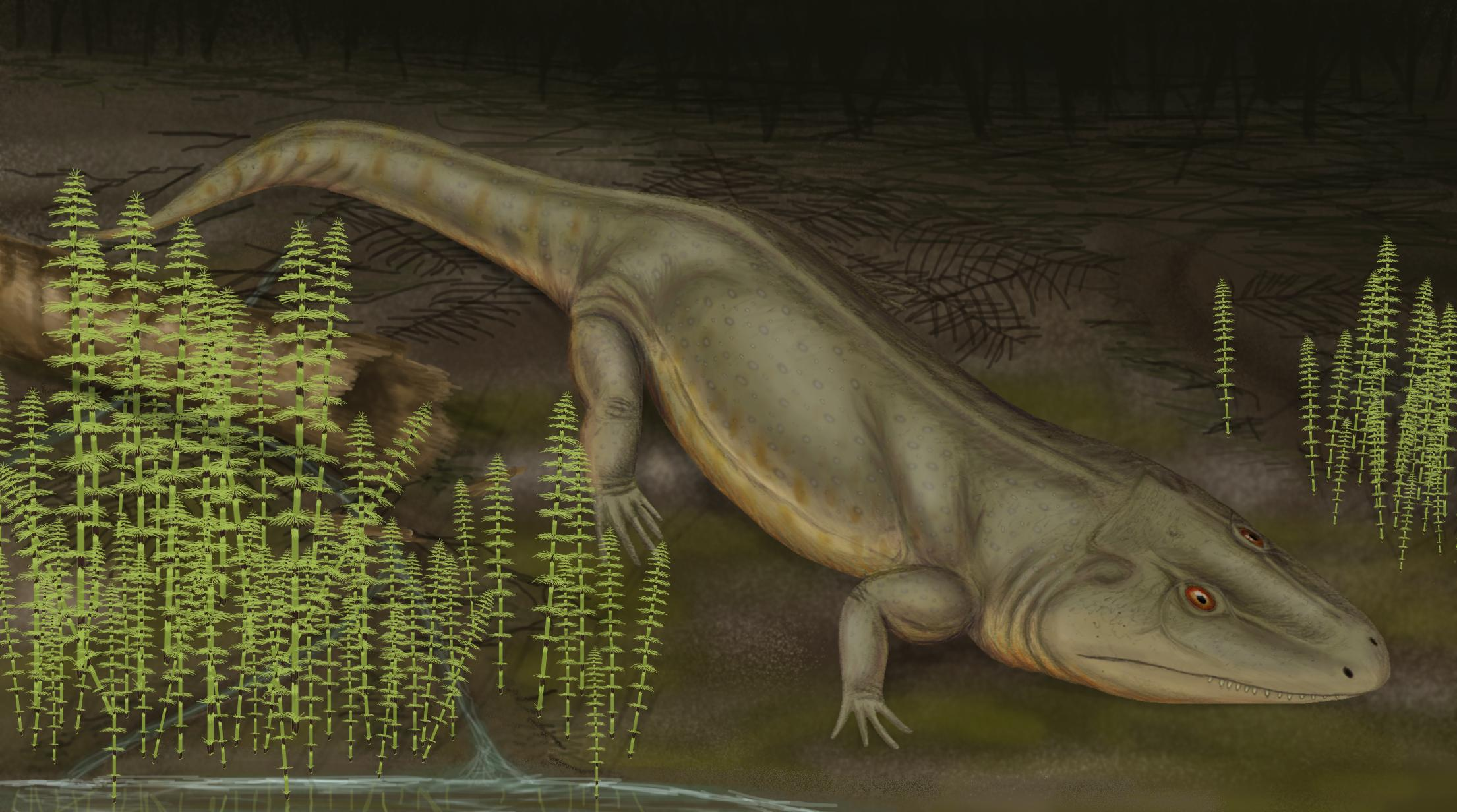
Obrazová rekonstrukce

Cheliderpeton vzezřením a způsobem života připomínal dnešní krokodýly. Žil v jezerním systému v dnešních severovýchodních Čechách a jihozápadním Německu, kde lovil menší sladkovodní ryby a obojživelníky. Kromě holotypu se našlo několik dalších nekompletních koster (hlavně juvenilních stádií) a lebek. Podle největší nalezené lebky se délka jeho těla odhaduje na 100–120 centimetrů. Kvůli nedostatečně zachovalým kostem patra ale není jasné, jestli patřil do čeledi Intasuchidae, nebo Archegosauridae.

## Další nálezy
V roce 2014 byl v Arnultovicích nalezen obratel a spodní čelist velkého obojživelníka. Nepodařilo se jej zatím určit lépe než do nadčeledi Eryopoidea. Tento jedinec mohl dosahovat délky až 130 centimetrů (délka nalezené čelisti činí 20,5 centimetru). Obojživelníci, kteří v této oblasti žili a mohli dosáhnout těchto rozměrů, jsou pouze druhy Cheliderpeton vranyi a Onchiodon labyrinthicus.
Z lokalit Horní Kalná a Košťálov pochází několik dalších nálezů určených jako ?Cheliderpeton sp. Není vyloučené, že patřily přímo tomuto druhu.